# Hemolýza
Hemolýza je porušení cytoplazmatické membrány červených krvinek, tj. předčasný zánik erytrocytů.
Při silné hemolýze dochází ke snížení koncentrace hemoglobinu v krvi. Lidé s tímto problémem trpí chudokrevností. Uvolněný hemoglobin se odštěpením železa a zpracováním mění na žluté barvivo bilirubin, který je poté odváděn vylučovací soustavou z těla ven.

## Příčiny hemolýzy
- Osmotická - hypotonická
- Fyzikální - mechanické poškození
- Chemická
- Imunologická

## Hemolytická aktivita
Často se sleduje hemolytická aktivita bakterií a jiných mikrobů na krevním agaru.